# هيكل لاغرانج المترابط
تمثل هياكل لاغرانغ المترابطة نوعًا مميزًا من أسطح المسارات في الأنظمة الديناميكية التي تؤثر بدرجة كبيرة على أشكال المسارات المجاورة لها خلال فترة معينة من الزمن. تتباين أنواع هذا التأثير ولكن في جميع الأحوال يُولد هذا التأثير نمطًا مترابطًا للمسارات، وهنا يأتي دور هياكل لاغرانج المترابطة التي تشكل الجزء النظري المحوري في توليد تلك الأنماط. من السهل ملاحظة خصائص الترابط عند مراقبة أنماط التدفق في الطبيعة، ولكن ما يثير اهتمامنا في العادة هو الهيكل الكامن وراء تلك الأنماط.
كما هو موضح على اليسار، نجد أن مسارات التدفق المفردة تتشكل على هيئة نمط مترابط، وتتأثر تلك المسارات بشدة بالتغيرات في أوضاعها الأولية وبارامترات النظام. ولكن من ناحية أخرى تتميز هياكل لاغرانج المولدة لتلك المسارات بالثبات والصلابة، وهي تمثل دعامة أساسية مُبسطة لديناميات النظام بصفة عامة. ولهذا السبب تُعتبر هياكل لاغرانج المترابطة أداة مثالية للتحقق من صحة النماذج، والمقارنة بينها، ووضع أسس معيارية للمقارنة بينها. علاوة على ذلك يمكن الاستعانة بهياكل لاغرانج في التنبؤ بأحوال الأنظمة الديناميكية المعقدة على المدى القريب أو المدى القصير.
من بين الأمثلة على الظواهر الفيزيائية المحكومة بهياكل لاغرانج المترابطة: النفايات العائمة، والتسربات النفطية، والعوامات السطحية، وأنماط انتشار الكلوروفيل في المحيطات، وسحب الرماد البركاني، وانتشار الأبواغ في الغلاف الجوي، وأنماط الحشد المترابطة التي نلاحظها عند البشر والحيوانات.
رغم أن هياكل لاغرانج المترابطة تظهر بصفة متكررة في الأنظمة الديناميكية ولكن لا يمكن ملاحظة دورها في توليد الأنماط المترابطة بسهولة في حالة تدفق الموائع. وتُعد الصور المُرفقة بالأسفل أمثلة على أنواع هياكل لاغرانج المختلفة الكامنة وراء العديد من أنماط التدفق الجيوفيزيائية.

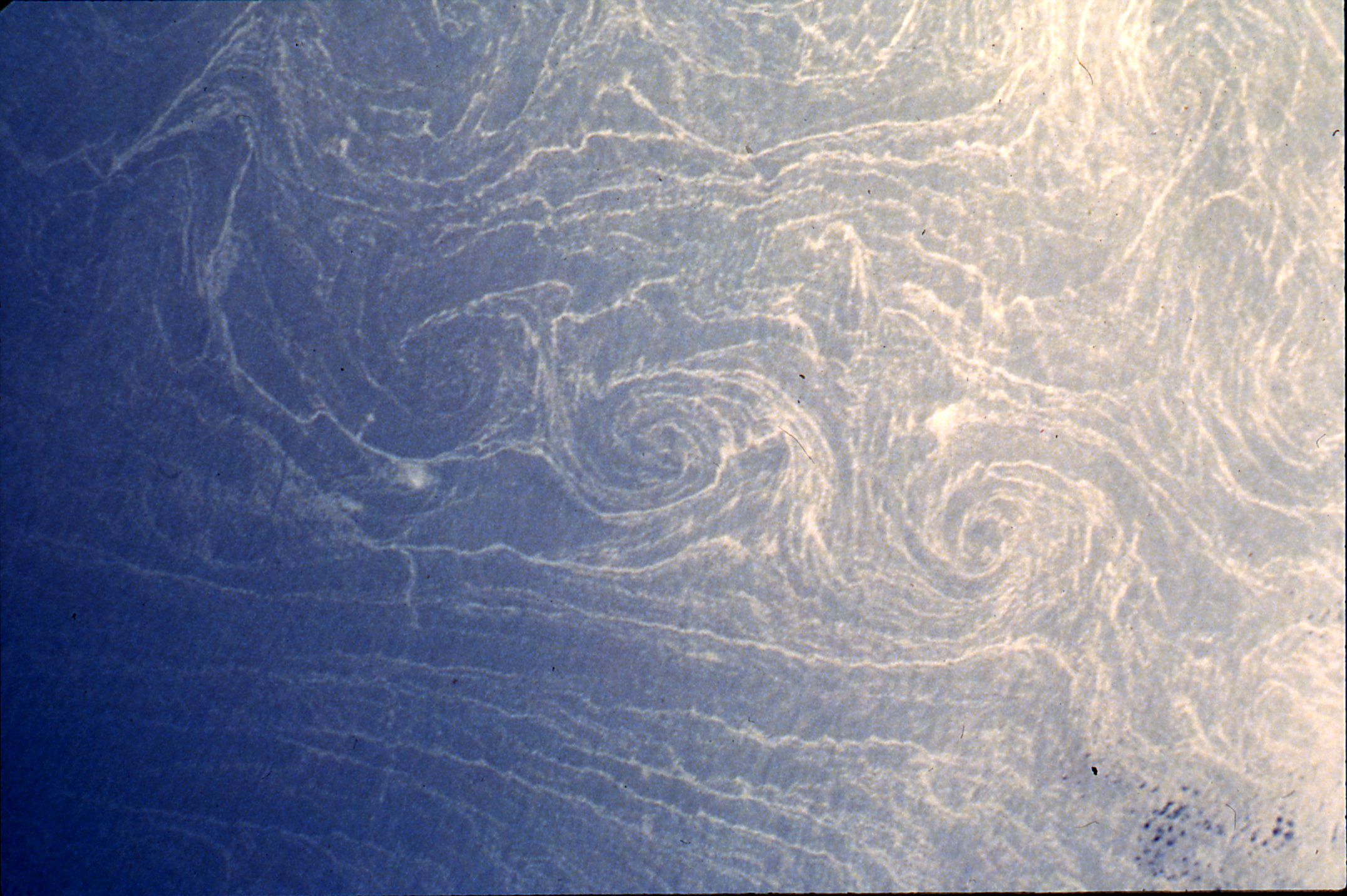
الدوامات الحلزونية: هياكل لاغرانج الزائدة والناقصة (تصوير بول سكالي باور/ ناسا).
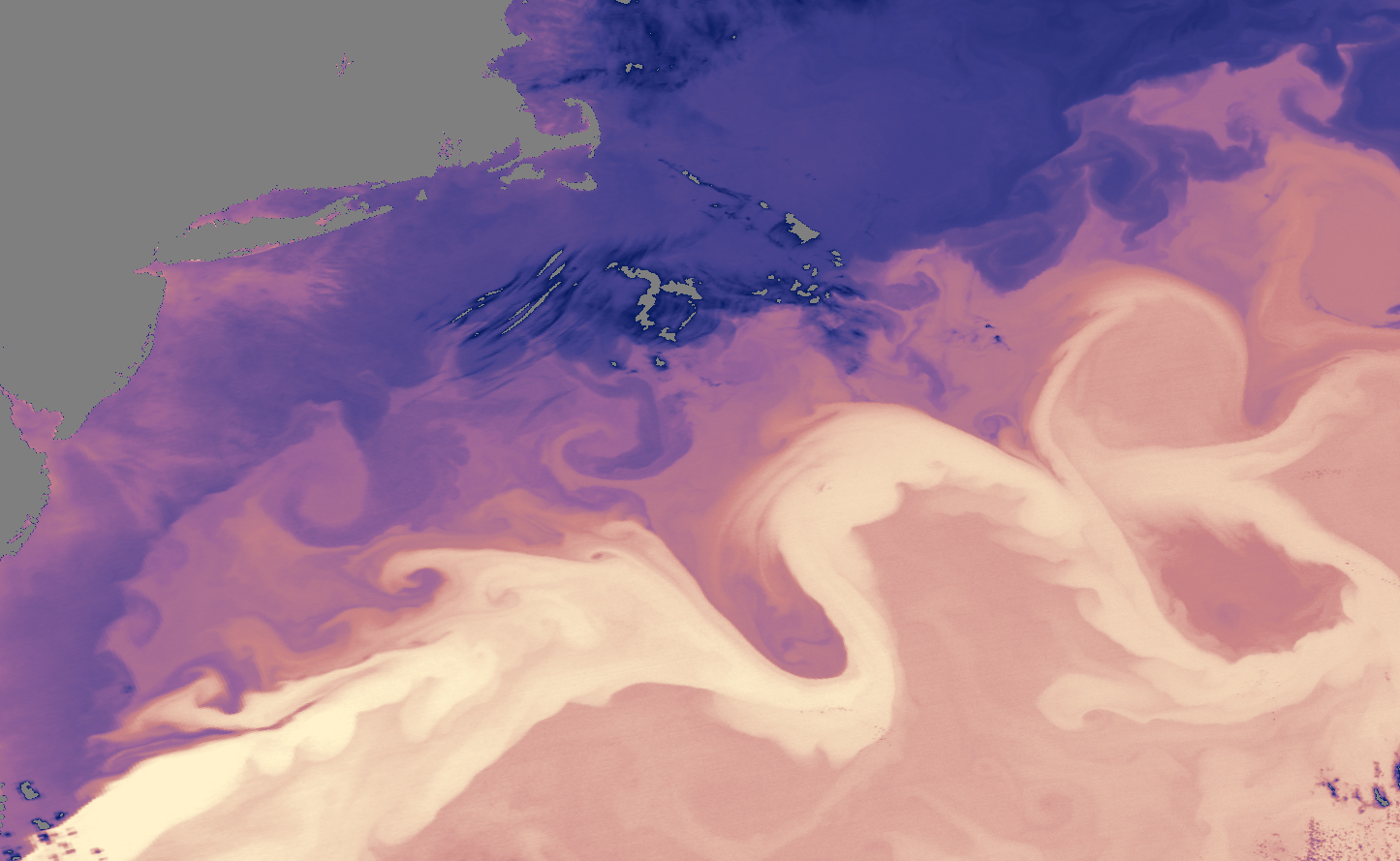
درجات حرارة البحر السطحية في تيارات الخليج: هيكل لاغرانج مكافئ (ناسا)
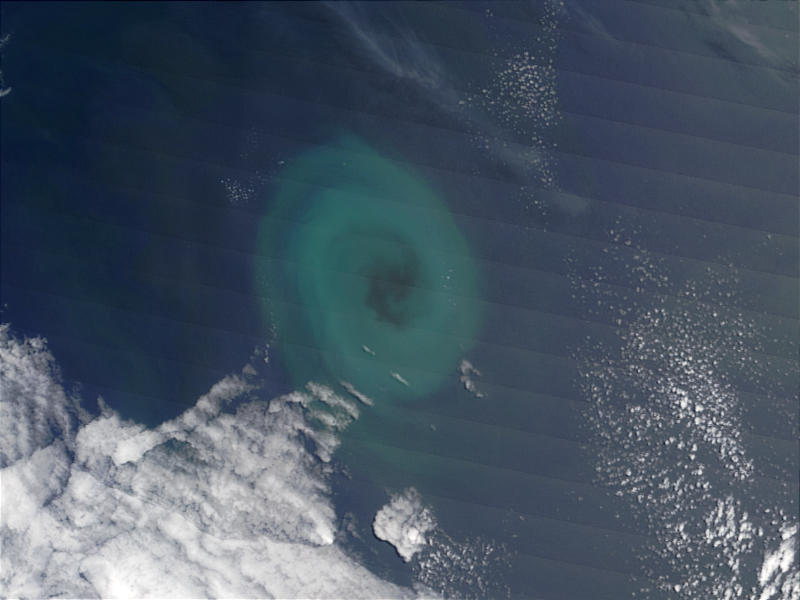
العوالق النباتية في تيار أجولهاس: هيكل لاغرانج ناقص ثنائي الأبعاد (ناسا)
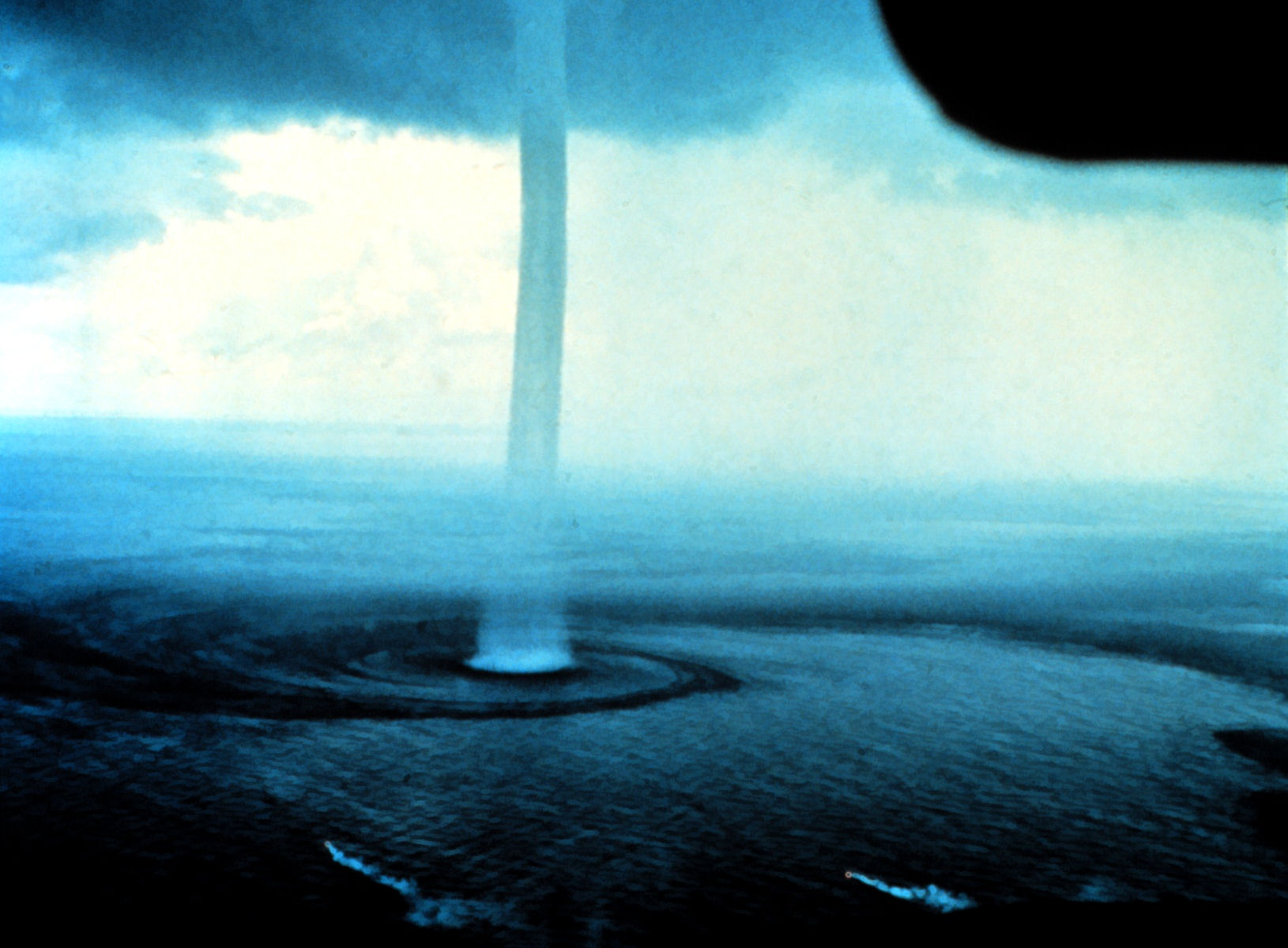
إعصار بالقرب من فلوريدا كيز: هيكل لاغرانج ناقص ثلاثي الأبعاد (أسطواني)
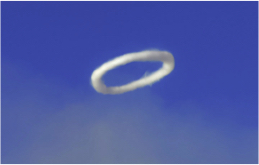
حلقة بخار منبعثة من جبل إتنا: هيكل لاغرانج ناقص ثنائي الأبعاد (تصوير توم بفايفر)

## التعريف العام

### أسطح المادة

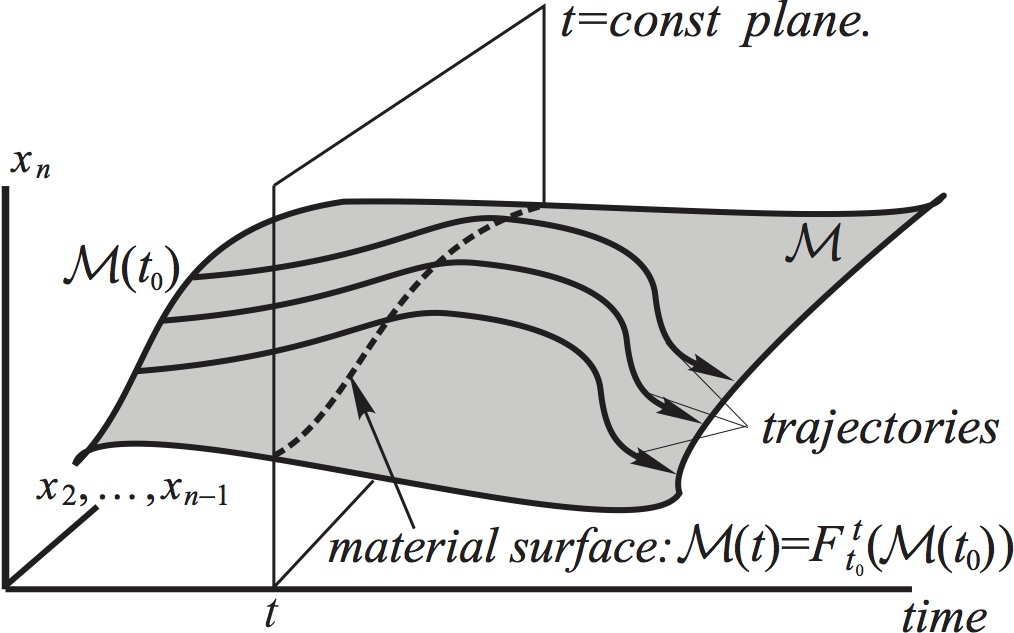
شكل 1: متعدد شعب ثابت في فضاء الطور الممتد، وهو يتكون بواسطة سطح مادة متغير مع الزمن.

دعنا نفترض أن لدينا نظامًا ديناميكيًا غير مستقل مُعرفًا بواسطة خريطة التدفق {\displaystyle F_{t_{0}}^{t}\colon x_{0}\mapsto x(t,t_{0},x_{0})} في فضاء الطور {\displaystyle {\mathcal {P}}} على الفترة الزمنية {\displaystyle {\mathcal {I}}=[t_{0},t_{1}]}، وهي تربط الأوضاع الأولية {\displaystyle x_{0}\in {\mathcal {P}}} بمواقعها {\displaystyle x(t,t_{0},x_{0})\in {\mathcal {P}}} في الفترة الزمنية المحددة {\displaystyle t\in {\mathcal {I}}}. إذا كانت خريطة التدفق {\displaystyle F_{t_{0}}^{t}}متماثلة تفاضليًا بالنسبة لجميع الأزمنة {\displaystyle t\in {\mathcal {I}}}، فإن أي مجموعة ملساء {\displaystyle {\mathcal {M}}(t_{0})} بالأوضاع الأولية {\displaystyle {\mathcal {P}}}تُعطى بالصيغة الآتية:
{\displaystyle {\mathcal {M}}=\{(x,t)\in {\mathcal {P}}\times {\mathcal {I}}\,\colon [F_{t_{0}}^{t}]^{-1}(x)\in {\mathcal {M}}(t_{0})\}}
وهي تُصنف كمتعدد شعب ثابت في فضاء الطور الممتد {\displaystyle {\mathcal {P}}\times {\mathcal {I}}}. وفي علم ديناميكا الموائع يُشار إلى متعدد الشعب {\displaystyle {\mathcal {M}}} المتغير مع الزمن {\displaystyle {\mathcal {M}}(t)=F_{t_{0}}^{t}({\mathcal {M}}(t_{0}))} بسطح المادة (انظر شكل 1). بما أن أي مجموعة أوضاع أولية نختارها {\displaystyle {\mathcal {M}}(t_{0})} تنتج متعدد شعب ثابتًا {\displaystyle {\mathcal {M}}\in {\mathcal {P}}\times {\mathcal {I}}}، إذن فمتعددات الشعب الثابتة وأسطح المادة المقترنة بها لا متناهية وبصفة عامة لا يمكن تمييزها عن بعضها في فضاء الطور الممتد. لذا علينا اختيار مجموعة صغيرة منها لتكوين أنوية أنماط المسارات المترابطة

### هياكل لاغرانج بصفتها أسطح مادة استثنائية

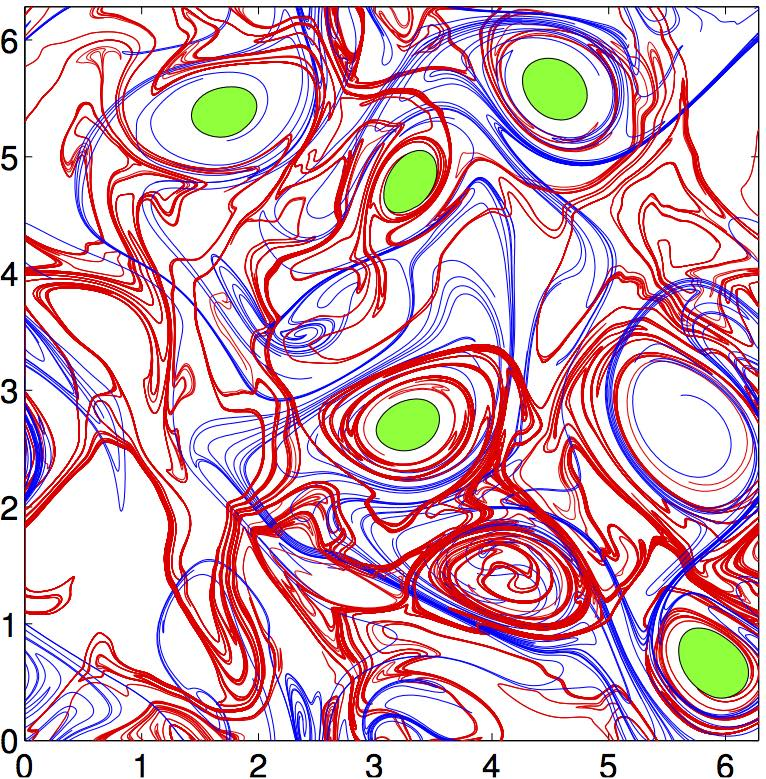
شكل 2.أ: هياكل لاغرانج المترابطة الزائدة (متجاذبة باللون الأحمر ومتنافرة باللون الأزرق)، وهياكل لاغرانج المترابطة الناقصة (المنطقة الخضراء) في محاكاة ثنائية الأبعاد للاضطراب.

حتى تتكون الأنماط المترابطة ينبغي على سطح المادة {\displaystyle {\mathcal {M}}(t)} أن يؤثر بفعل ما على المسارات المجاورة بصورة مستمرة ومنتظمة خلال الفترة الزمنية {\displaystyle {\mathcal {I}}}. من بين الأمثلة على تلك الافعال: التجاذب والتنافر والقص. ومن حيث المبدأ تستوفي أي خاصية رياضية مُعرفة بوضوح الشروط السابقة إذا ما ولّدت أنماطًا مترابطة بدءًا من أوضاع أولية محلية مُختارة عشوائيًا.
يمكن التعبير عن مثل هذه الخصائص باستخدام متباينة صارمة. على سبيل المثال يمكن اعتبار سطح المادة {\displaystyle {\mathcal {M}}(t)} سطحًا جاذبًا خلال الفترة الزمنية {\displaystyle {\mathcal {I}}} في حالة تحول مجموعة من الاضطرابات الصغيرة في{\displaystyle {\mathcal {M}}(t_{0})} إلى اضطرابات أصغر منها في {\displaystyle {\mathcal {M}}(t_{1})} بواسطة تيار التدفق. في علم الأنظمة الديناميكية الكلاسيكية تُعرف متعددات الشعب التي تستوفي شروط خاصية التجاذب السابقة بالجاذبات. وتلك الجاذبات ليست مميزة فحسب، بل لا يوجد مثلها على الإطلاق في فضاء الطور، إذ لا يمكن وجود عائلة متصلة من الجاذبات.
وعلى الجانب الآخر، في حالة الأنظمة الديناميكية المُعرفة على فترة زمنية محدودة {\displaystyle {\mathcal {I}}}، لا تكفي المتباينات الصارمة لتعريف أسطح المادة الاستثنائية (أي الأسطح الفريدة على مستوى محلي)، وهي نتيجة مباشرة لاتصال خريطة التدفق {\displaystyle F_{t_{0}}^{t}} خلال الفترة الزمنية {\displaystyle {\mathcal {I}}}. على سبيل المثال: إذا كان سطح المادة {\displaystyle {\mathcal {M}}(t)}يجذب جميع المسارات المجاورة خلال الفترة الزمنية {\displaystyle {\mathcal {I}}} فسوف تفضي جميع الأسطح المتقاربة إلى نفس النتيجة.
إذن، فإن أسطح التجاذب والتنافر والقص مُكدسة بالضرورة فوق بعضها، أي إنها تتولد على صورة عائلة متصلة من الأسطح. وبناءً على ذلك يمكن العثور على هياكل لاغرانج المترابطة باعتبارها أسطح مادة استثنائية تظهر عليها خصائص ترابطية بدرجة أقوى من غيرها من أسطح المادة المجاورة. تُعرف مثل تلك الهياكل بأنها نقاط حرجة (أو بصفة أعم، أسطح ساكنة) لخاصية الترابط على فترة زمنية محدودة، وتلك الهياكل هي ما يمكن اعتباره جزءًا محوريًا في أنماط المسارات. يوضح الشكل 2.أ. أمثلة على هياكل التجاذب والتنافر والقص في محاكاة عددية مباشرة ثنائية الأبعاد.

### الفرق بين هياكل لاغرانج المترابطة ومتعددات الشعب الثابتة الكلاسيكية
متعددات الشعب الثابتة الكلاسيكية هي عبارة عن مجموعات ثابتة في فضاء الطور {\displaystyle {\mathcal {P}}}في نظام ديناميكي مستقل. أما بالنسبة لهياكل لاغرانج فيُشترط عليها أن تكون ثابتة في فضاء الطور الممتد فقط. ما يعني أنه حتى وإن كان النظام الديناميكي الكامن وراء تلك الهياكل مستقلًا فإن هياكل لاغرانج الخاصة بالنظام على الفترة الزمنية {\displaystyle I} تعتمد على الزمن بصورة عامة، وهي تؤدي دور الدعامة المتغيرة لأنماط المسارات المترابطة المرصودة. يوضح الشكل 2.ب. الفرق بين هيكل لاغرانج التجاذبي ومتعدد الشعب الكلاسيكي غير المستقر الخاص بنقطة السرج، وكلاهما يتغير مع مرور الزمن في نظام ديناميكي مستقل.

شكل 2.ب: هيكل لاغرانج التجاذبي هو أكثر خطوط المادة (أي متعدد شعب في فضاء الطور الممتد) تجاذبًا على مستوى محلي، وهو يقوم بدور المنحنى الأساسي لأنماط التدفق خلال فترة زمنية محدودة. أما متعدد الشعب غير المستقر فهو عبارة عن منحنى ثابت في فضاء الطور، وهي يقوم بدور الهدف المتقارب لأنماط التدفق خلال فترات زمنية غير محددة.

### موضوعية هياكل لاغرانج المترابطة
دعنا نفترض أن فضاء الطور الخاص بالنظام الديناميكي يمثل فضاء بارامترات المادة الخاص بوسط متصل (مثل السوائل والأجسام اللدنة). على سبيل المثال دعنا نفترض نظامًا ديناميكيًا مُولدًا بواسطة مجال سرعات متقلب مُعطى بالعلاقة الآتية:
{\displaystyle v=v(x,t),\qquad x\in U\subset {\mathbb {R} }^{3},}
حيث {\displaystyle U} هي مجموعة مفتوحة تحتوي على جميع مواقع الجسيمات الممكنة، وهي تمثل فضاء بارامترات المادة. وفي نطاق هذا الفضاء فإن هياكل لاغرانج المترابطة تمثل أسطح المادة التي تشكلها المسارات. لا يعتمد وجود مسار المادة داخل هيكل لاغرانج على الإحداثيات المُختارة، وبالتالي فهي خاصية لا تعتمد على مكان المراقب. ونتيجة لذلك فإن هياكل لاغرانج تخضع لمبدأ الموضوعية (أي عدم اعتماد خواص المادة على الإطار المرجعي) المعروف في ميكانيكا الأوساط المتصلة. وبموجب مبدأ الموضوعية يجب على هياكل لاغرانج أن تكون ثابتة بغض النظر عن تغير المراقب، أي جميع التغيرات الخطية للإحداثيات التي تتخذ الصورة الآتية:
{\displaystyle x=Q(t)y+b(t),}
حيث {\displaystyle y\in {\mathbb {R} }^{3}} هو متجه الكميات المتحولة، و{\displaystyle Q(t)} هي مصفوفة {\displaystyle 3\times 3} عشوائية ومتعامدة تمثل عمليات الدوران المعتمدة على الزمن، و{\displaystyle b(t)} هو متجه عشوائي ثلاثي الأبعاد يمثل الانتقالات المعتمدة على الزمن. ونتيجة لذلك ينبغي أن نُعبر عن أي تعريف متسق لهياكل لاغرانج بدلالة الكميات التي لا تعتمد على الإطار المرجعي. على سبيل المثال: موتر معدل الإجهادات {\displaystyle S(x,t)}، وموتر الدوران {\displaystyle W(x,t)} المُعطيان بالعلاقات الآتية:
{\displaystyle S(x,t)={\frac {1}{2}}\left(\nabla v(x,t)+(\nabla v(x,t))^{T}\right),\qquad W(x,t)={\frac {1}{2}}\left(\nabla v(x,t)-(\nabla v(x,t))^{T}\right),}
وهي تتحول بواسطة تغيرات الإطارات الإقليدية إلى الكميات الآتية:
{\displaystyle {\tilde {S}}(y,t)=Q(t)^{T}S(x,t)Q(t),\qquad {\tilde {W}}(y,t)=Q(t)^{T}S(x,t)Q(t)-Q(t)^{T}{\dot {Q}}(t).}
ذلك يعني أن تغير الإطار المرجعي مكافئ لعملية تحويل التشابه على الموتر {\displaystyle S(x,t)}، وبالتالي فإن هياكل لاغرانج المترابطة التي تعتمد حصرًا على القيم الذاتية والمتجهات الذاتية للموتر {\displaystyle S(x,t)} لا تعتمد بضرورة الحال على الإطار المرجعي. أما بالنسبة لهياكل لاغرانج التي تعتمد على القيم الذاتية للموتر {\displaystyle W(x,t)} فهي ليست مستقلة عن الإطار المرجعي بصفة عامة.
تُستخدم الكميات التي لا تعتمد على الإطار المرجعي مثل {\displaystyle \nabla v(x,t)}و{\displaystyle {W}(y,t)} بشكل روتيني في رصد هياكل لاغرانج المترابطة. رغم أن تلك الكميات من شأنها أن تبرز خصائص متجه السرعات اللحظي {\displaystyle v(x,t)} لكن قدرتها على اكتشاف خواص اختلاط المواد، والانتقال، والترابط محدودة.